# Mangelia jerbaensis
Mangelia jerbaensis is een slakkensoort uit de familie van de Mangeliidae. De wetenschappelijke naam van de soort is voor het eerst geldig gepubliceerd in 1997 door Della Bella & Spada in Chirli.